# Silcrete

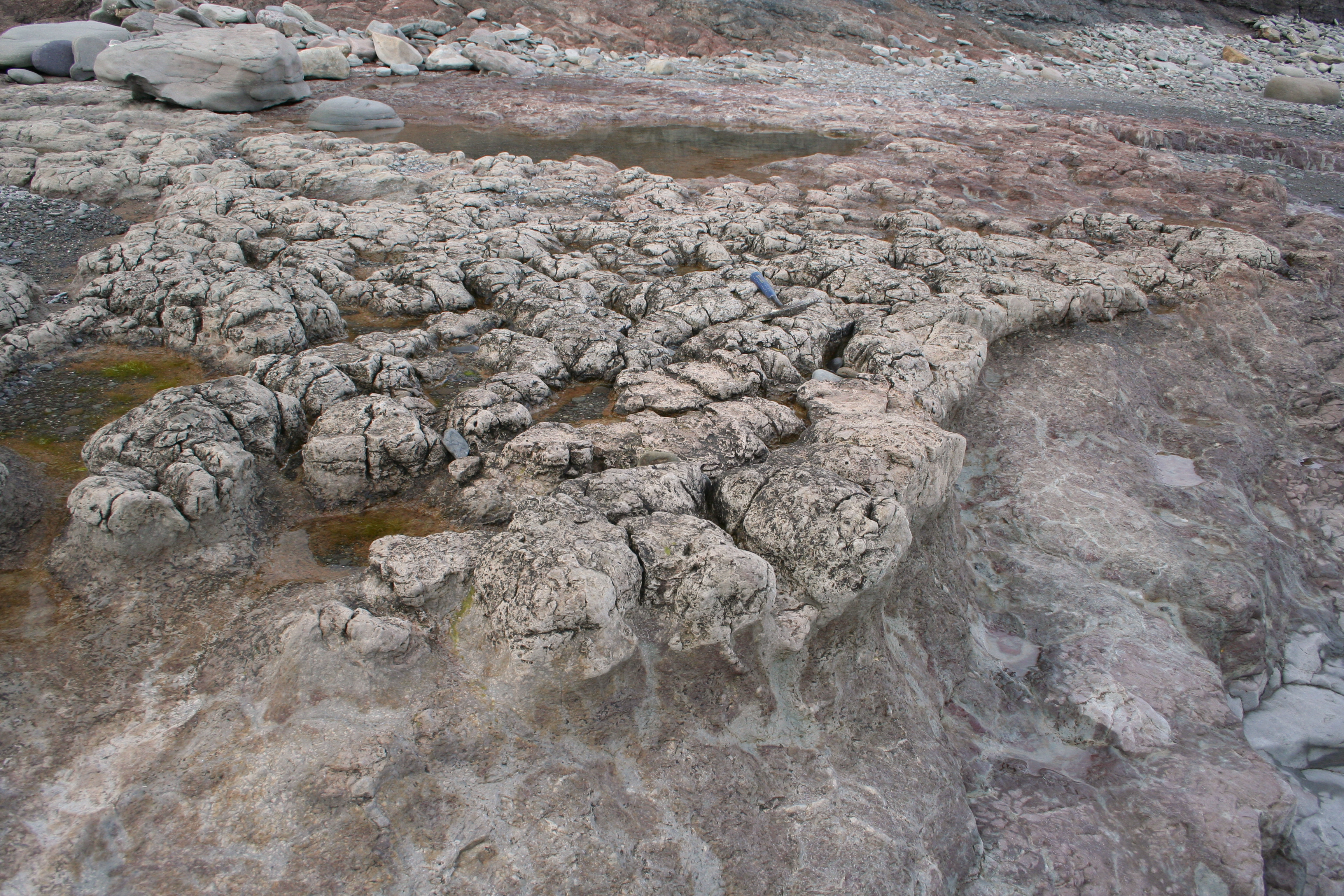
Silcretebildung in der Waddens-Cove-Formation aus dem Zeitalter des Pennsylvanium (früher auch Oberkarbon) im Sydney-Becken, Nova Scotia, Kanada

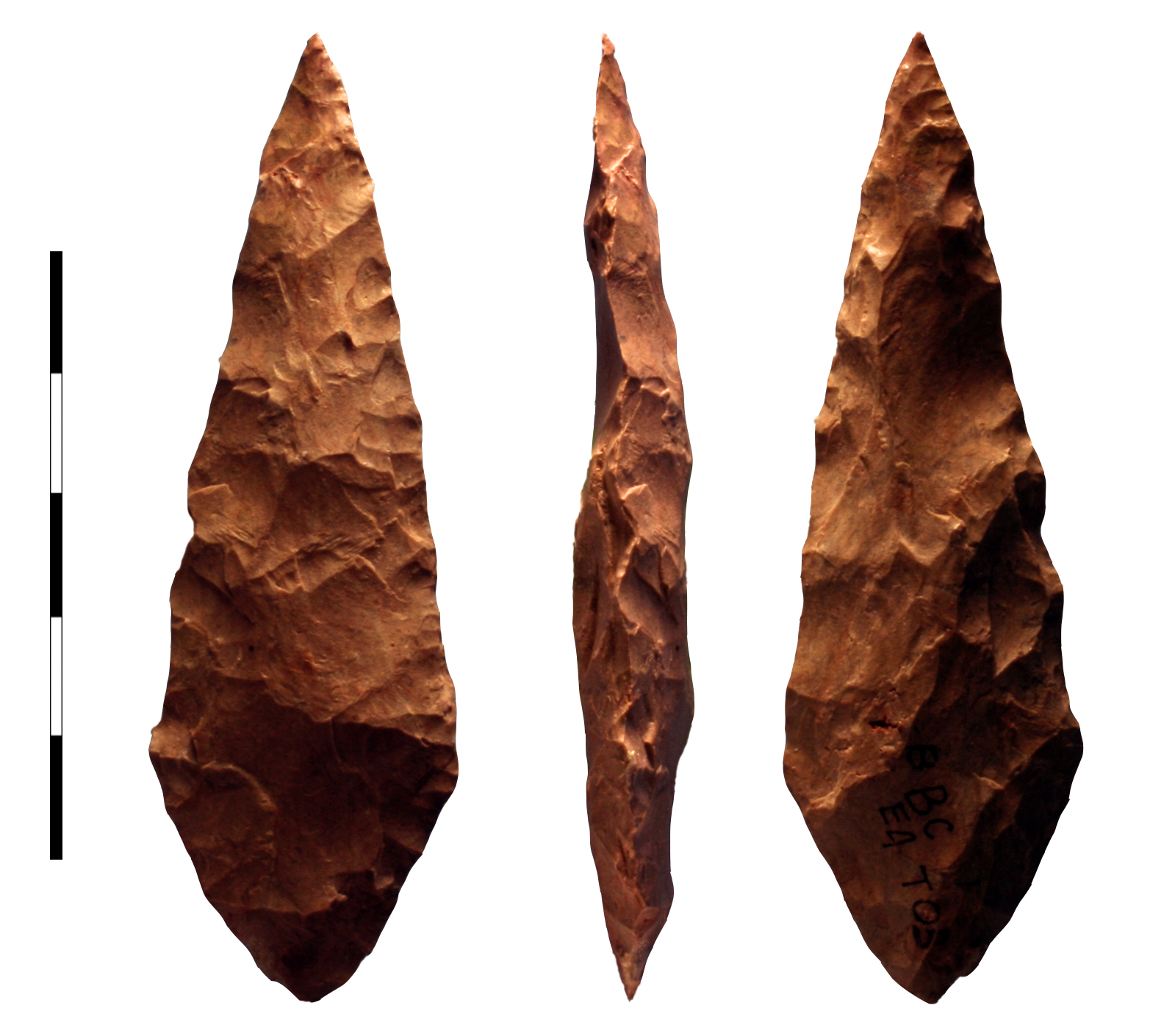
Silcrete-Pfeilspitze aus der Blombos-Höhle, Südafrika

Silcrete sind eine Gruppe von Mineralien, die aus sich erhärtender Kieselsäure entstehen. Sie treten als Konglomerate krustenförmig auf. Es werden aber umgangssprachlich alle silikatischen Krusten darunter verstanden.
Der Name setzt sich aus englisch silica für Kieselerde sowie concrete für Konkretion zusammen. Der Begriff wurde erstmals 1902 von Lamplugh vorgeschlagen.

## Vorkommen
Sie kommen in Australien häufig vor. Man findet ihn meist in den ariden Teilen des Kontinents, auch als Härtling.

## Entstehung
Silcrete treten als silikatische Verkrustungen auf, wenn auf die Reaktion von Orthokieselsäure mit Wasser die dabei entstehende stabile Kieselsäure verkieselt. Dies geschieht unter Umständen, wenn sich Unterböden mineralisch anreichern. Dabei tritt die Kieselsäure zunächst gelöst auf, um sich danach zu einem harten Zement zu versteifen.
Der Ablauf ist dem Quarzit ähnlich.

## Eigenschaften
Silcrete sind hart, durch Hitzezufuhr können sie noch härter werden. Ihre Farbe ist rötlich.

## Verwendung
In Australien werden Silcrete häufig von den Aborigines als Werkzeuge eingesetzt. In Afrika wurden zwei Werkzeuge aus Silcreten gefunden, die 60.000 bzw. 80.000 Jahre alt sind.
Silcrete werden auch für die Straßengestaltung verwendet.